# لاروس (لوئیزیانا)
لاروس (به انگلیسی: Larose) شهری در ایالت لوئیزیانا کشور ایالات متحده آمریکا است که جمعیت آن در سرشماری سال ۲۰۱۰ میلادی، ۷٬۴۰۰ نفر بوده‌است.

## جغرافیا
Larose در جنوب مرکزی پریش لافورش در 29°34′2″ شمالی 90°22′34″W (29.567328, -90.376074) واقع شده است.[3] از جنوب شرقی با جامعه کات آف هم‌مرز است. Bayou Lafourche و آبراه درون ساحلی خلیجی در مرکز Larose تلاقی می کنند.
بزرگراه های لوئیزیانا 1 و 308 از لاروس در طرف مقابل بایو لافورش، بزرگراه 1 به جنوب و بزرگراه 308 به شمال عبور می کنند. هر دو بزرگراه به شمال غربی در امتداد Bayou Lafourche 12 مایلی (19 کیلومتری) به Lockport و 16 مایلی (26 کیلومتری) جنوب شرقی به Golden Meadow منتهی می شوند. بزرگراه لوئیزیانا 3235، یک کنارگذر چهار خطه، به سمت جنوب شرقی از لاروس به گلدن میدو نیز منتهی می شود. بزرگراه لوئیزیانا 24 به سمت غرب از لاروس 24 مایلی (39 کیلومتر) به هوما منتهی می شود.
طبق آمار اداره سرشماری ایالات متحده، CDP لاروس دارای مساحت کل 11.2 مایل مربع (28.9 کیلومتر مربع) است که 10.8 مایل مربع (28.1 کیلومتر مربع) خشکی و 0.3 مایل مربع (0.8 کیلومتر مربع) یا 2.67 درصد آن آب است. .